# إدارة
الإدارة هي عملية تحقيق الأهداف المرسومة بالاستخدام الأمثل للموارد المتاحة، وفق منهج مُحدّد، وضمن بيئة معينة والإدارة فرع من فروع العلوم الاجتماعية، وهي أيضًا عملية التخطيط والتنظيم والتنسيق والتوجيه والرقابة على الموارد المادية والبشرية للوصول إلى أفضل النتائج بأقصر الطرق وأقل التكاليف المادية. وتعتبر الإدارة من أهم الأنشطة الإنسانية في أي مجتمع، على أساس اختلاف مراحله، تطوره، وذلك لما للإدارة من تأثير علي حياة المجتمعات لارتباطها بالشؤون الاقتصادية، والاجتماعية، والسياسية. ولأن الإدارة هي التي تقوم بجمع الموارد الاقتصادية وتوظيفها لكي نشبع بها حاجات الفرد والجماعة في المجتمع. فبالإدارة يصنع التقدم الاجتماعي، وعليها تعتمد الدول في تحقيق التقدم والرخاء لمواطنيها، والإدارة الناجحة هي الأساس في نجاح المنظمة وتفوقها على منافسيها.

## أنواع الإدارة
- الإدارة العامة: تتميز بكونها تعمل في ظروف احتكارية، تؤدي خدمات عامة ليس هدفها الربح إنما الخدمة واجب، تلتزم قاعدة مساواة المواطنين أمام الخدمة دون تمييز، كما أن هذه الإدارة تعتبر ذات مسؤولية عامة وضخمة وفيها عدد كبير من الموظفين.
- إدارة الأعمال: تتميز بروح المنافسة الحادة كما أن هدفها الأسمى هو تحقيق أقصى ربح ممكن عن طريق إدارة المشروعات الخاصة وهي عادة أصغر من الإدارات العامة، وفيها عدد أقل من الموظفين.

## تعريفات الإدارة
الإدارة تعتبر من العلوم المهمة لإنجاز الأعمال ويوجد نظريات مختلفة بالإدارة وسنقوم باستعراض بعض التعاريف التي وضعها كبار علماء الإدارة:
- فردريك تايلور Frederick Taylor: الإدارة هي القيام بتحديد ما هو مطلوب عمله من العاملين بشكل صحيح ثم التأكد من أنهم يؤدون ما هو مطلوب منهم من أعمال بأفضل وأرخص الطرق.
- رالف دافيز Ralph Davis: الإدارة هي عمل القيادة التنفيذية.
- جون ف. مي Jone f.me: الإدارة هي فن الحصول على أقصى نتائج بأقل جهد حتى يمكن تحقيق آقصى سعادة لكل من صاحب العمل والعاملين مع تقديم أفضل خدمة للمجتمع.
- هنري فايول Henri Fayol: تعني الإدرة بالنسبة للمدير أن يتنبأ بالمستقبل ويخطط بناء عليه، وينظم ويصدر التعليمات وينسق ويراقب.
- شيلدون Sheldon: الإدارة وظيفة في الصناعة يتم بموجبها القيام برسم السياسات والتنسيق بين أنشطة الإنتاج والتوزيع والمالية وتصميم الهيكل التنظيمي للمشروع والقيام بأعمال الرقابة النهائية على كافة أعمال التنفيذ.
- ويليام وايت William White: إن الإدارة فن ينحصر في توجيه وتنسيق ورقابة عدد من الأشخاص لإنجاز عملية محددة أو تحقيق هدف معلوم.
- ليفنجستون Livingstone: الإدارة هي الوظيفة التي عن طريقها يتم الوصول إلى الهدف بأفضل الطرق وأقلها تكلفة وفي الوقت المناسب وذلك باستخدام الإمكانيات المتاحة للمشروع.

في ضوء التعاريف السابقة يمكننا وضع تعريف أكثر تكاملا للإدارة وذلك على النحو التالي:
الإدارة هي عملية التوجية والتخطيط والتنظيم والتنسيق ودعم العاملين وتشجيعهم، والرقابة علي الموارد المادية والبشرية بهدف الوصول إلى أقصي النتائج بأفضل الطرق وأقل التكاليف.
وتشتمل الإدارة على خمسة وظائف رئيسية وكما يلي: التخطيط - التنظيم - التوظيف - التوجية - الرقابة.

## مستويات إدارية
الهدف الأساسي من تنفيذ هذه الوظائف استخدام الإمكانيات البشرية والمادية في المنشأة أحسن استخدام وخلق الجو الصالح المناسب لتشغيل كافة الموارد المتوفرة إلى أقصى طاقاتها الممكنة لتحقيق الأهداف المنشودة بأقل التكاليف، مراعية في ذلك الناحية الإنسانية في معاملة العنصر البشري إذ أنه هو الذي يقوم بالإنتاج، ولا يصلح الإنتاج من دون صلاحية العامل والموظف، والمشاركة الجماعية بينهم.
تقسم في الغالب أية مؤسسة إلى ثلاثة مستويات إدارية لكل منها طبيعتها. ويقصد بذلك طريقة توزيع الإداريين فيها، وعادة ما يظهر التقسيم الإداري للمستويات في المؤسسة في نهاية مرحلة التنظيم وهي:
- الإدارة العليا ويمثلها في الغالب المدير العام أو رئيس مجلس الإدارة.
- الإدارة الوسطى ويمثلها مديرو الأقسام.
- الإدارة التنفيذية وأحيانا تسمى الإدارة التشغيلية ويمثلها المشرفون فهي التي تشرف مباشرة على تنفيذ الأعمال وتنزيل السياسات على أرض الواقع. وتحت رعاية هؤلاء يعمل الموظفون والعاملون.

تتطلب طرق الإدارة السليمة تواصل بين تلك المستويات، فالإدارات العليا تهتم بالتخطيط والتوجيه، وتتطلب الإدارات التحتية التواصل مع العاملين لرفع كفاءاتهم وتدريبهم المتواصل وتحفيزهم على العمل بمهارة، وتشجيعهم على أن يبدوا آرائهم من أجل تحسين الإنتاج أو تحسين عملية الإنتاج. ينطبق ذلك على أي إدارة سواء كانت إدارة حكومية أو إدارة مؤسسة اقتصادية أو شركة. يستفيد المدير من آراء العاملين سواء من خلال الحوار في ندوات دورية أو اقتراحات مكتوبة من العاملين. وبعد دراستها يمكن أن تصاغ في خطوات عملية يلتزم بها الجميع.
عندما يشعر الموظف والعامل بقيمته وأهميته في المؤسسة التي يعمل بها، واقترابه من رئيسه واعتزازه بالعمل معه فهو يخلص في عمله، ويقدم أحسن مايمكنه من الإنتاج سواء في خدمة الناس أو الزبائن أو تصنيع المنتج الذي يقوم بإنتاجه. تلك القيمة الشخصية تحفز العامل والموظف للقيام بأعماله على أحسن مستوى، غير عابئا بترقية أو علاوة مادية، شعوره الشخصي بالانتماء إلى هذا المدير وإلى هذه المؤسسة هي أكبر الدوافع على رضاه النفسي واستقراره في العمل وكذلك توازنه العائلي.

## مجالات الإدارة
مستويات الإدارة:
1) الإدارة العليا.
2) الإدارة الوسطى «التنفيذية».
3) الإدارة الدنيا «المباشرة».
ترتبط الإدارة بجميع الأنشطة الحياتية والمجتمعية، وفي الواقع يمكن تصنيف الإدارة على أساس الهدف من النشاط (اجتماعي خدمي ـ مادي إنتاجي) فتصبح الإدارة بذلك نوعين:
1- إدارة الأنشطة ذات الهدف الخدمي الاجتماعي (إدارة القطاع الحكومي أو الإدارة العامة)،
2- إدارة الأنشطة ذات الهدف المادي الإنتاجي (إدارة القطاع الخاص وإدارة الأعمال الإنتاجية).
أما ما يذكر أدناه فما هي إلا مجموعة من الأساليب والطرق الإدارية التي يستخدمها المدير عند الحاجة بل أنه في الواقع العملي قد نجد الكثير من المدراء يجهلون هذه الأساليب والطرق ولم يسبق أن استعانوا بها في حياتهم العملية، خصوصا إذا كانت معلومات أو تحليلات جديدة.

## الإدارة الوظيفية
الإدارة الوظيفية هي النوع الأكثر شيوعًا من الإدارة التنظيمية. ويتم تصنيف المؤسسة حسب مجالات التخصص داخل المجالات الوظيفية المختلفة (على سبيل المثال، المالية والتسويق والهندسة). والبعض يشير إلى المجال الوظيفي باسم «صومعة (بالإنجليزية: silo)». وإلى جانب رؤساء منتجات و/أو الوحدات الجغرافية للشركة فإن الإدارة العليا عادة ما تتألف من العديد من المديرين الوظيفيين مثل المدير المالي ومدير العمليات ومدير الإستراتيجية. والاتصال يحدث بشكل عام داخل القسم الواحد. وإذا كانت هناك حاجة لمعلومات أو عمل ضمن مشروع ما من قسم آخر، فيتم إرسال طلب إلى رئيس القسم الذي يقوم بتوصيل الطلب إلى رئيس القسم الآخر. وخلاف ذلك، يبقى الاتصال داخل إطار القسم. ويستكمل أعضاء الفريق عمل المشروع بالإضافة إلى عمل القسم العادي.
والميزة الرئيسة لهذا النوع من التنظيم هو أن الموظف لديه مدير واحد فقط، وبالتالي يكون التسلسل القيادي مبسطًا.

## صندوق الشكاوى
شكوى الزبون الذي يفتقر جودة المنتج الذي اشتراه أو يفتقر مساعدة المنتج على إصلاح إنتاج رديء، فيقوم بتقديم شكواه كتابيا إلى الإدارة العليا للمؤسسة أو الشركة. يقوم به قسم خاص في الشركة يسمى إدارة علاقات الزبائن يهتم برضاء عملاء الشركة بغرض النمو للشركة وتحقيق الربح ومنافسة منافسيها.
أو شكوى مواطن لم يقم موظف مصلحة حكومية بتخليص عمله، سواء إهمال في استخراج استمارة أو مغالاة في تقدير ضرائب أو تقصير في استخراج جواز سفر في موعده. فيقوم بالكتابة إلى صندوق الشكاوى في المصلحة. وصندوق الشكاوى هو صندوق قانوني، من حق الجمهور الاستعانة به لمن وجد ظلما من مصلحة ما. ويتقدم الشاكي بمكتوب يذكر فيه ملابسات إهمال طلبه وعدم قضاء حاجته أو تعطيلها، منتظرا لأن ترد الإدارة على شكواه ومعالجة حالته. في نفس الوقت يتعرف مدير المصلحة عن الخلل في العمل ويعمل على تلافيه.
ومؤخراً تطور أسلوب صندوق الشكاوى ليصبح تحت فرع من فروع الإدارة وهو (إدارة الشكاوى Complaints Management) بحيث يخضع لعمليات إحصائية وجمع معلومات منظم ضمن خطة علمية ممنهجة لإدارة الشكاوى وربطها بالعمليات التشغيلية الأخرى وخاصة حلقات إدارة الجودة الشاملة.

## أخلاقيات الإدارة
أخلاقيات الإدارة هي معاملة الشركة للموظفين والمساهمين والملاك والجمهور معاملة أخلاقية، ولا تتعارض رغبة الشركة في تحقيق أرباح مع اتباعها للأخلاق الحميدة، كما ينبغي أن يُعامل الموظفون معاملة حسنة، سواء يعملون في مقرها أو في فروعها بالخارج. وتتجلى الأخلاق الحميدة للشركة في احترامها لبيئة المجتمع، وإحدى صور احترامها للمساهمين والملاك تتجلى في صدق ونزاهة سجلاتها.
الأخلاق والسلوك القويم هما الركن الركين للإدارة السليمة. فمن الناحية الإدارية، يعد التصرف بأخلاقية عالية جزءًا لا يتجزأ من النجاح المهني طويل المدى. فالانفتاح على المعلومات وزيادة فرص العمل عن الماضي جعل عالم الأعمال الحديث في حاجة حقيقية إلى الأخلاق.

### أسباب السلوكيات الأخلاقية
من وجهة نظر العميل الداخلي، يعمل السلوك الأخلاقي على تحسين جو العمل ويساعد على تحفيز الموظفين يضع أمامهم نموذجًا ويبعث على الشعور بالفخر بالانتماء للشركة ويحسن صورتها في أعين الموظفين. أما من وجهة نظر العملاء الخارجيين، فالسلوك الأخلاقي يحسن الصورة العامة للشركة، ويضيف إلى مجمل تنمية السلوك الأخلاقي في المجتمع.

### المستويات الأربعة للأخلاق المؤسسية
- التجاهل الاجتماعي: لا تولي الشركة أي اهتمام بعواقب الخطوات التي تتخذها.
- الالتزام الاجتماعي: لا ترغب الشركة في توسيع نشاطها إلا بالقدر الذي يحقق الوفاء بمسؤولياتها القانونية فقط.
- الاستجابة الاجتماعية: تعدل الشركة من سياساتها وفقا للظروف والمطالب والضغوط الاجتماعية.
- المسؤولية الاجتماعية: تقرر الشركة التركيز على الأهداف طويلة المدى بما يخدم المجتمع بصورة عامة.

### الأخلاقية في صنع القرار
عند اتخاذ قرار إداري ينبغي مراعاة معايير صنع القرار الأخلاقي التالية:
- المشروعية - هل سيؤثر القرار بطريقة أو بأخرى على الوضع القانوني؟
- الإنصاف - كيف سيؤثر القرار على المشاركين في تنفيذه؟
- الفعالية - هل سيحقق القرار الهدف المرجو منه؟

لا ينبغي اتخاذ أي قرار إذا وجد أنه غير قانوني وغير عادل وغير فعال، والحالة الوحيدة التي يُسمح فيها لصناع القرار أن يتخذوا خطوات تالية هي أن تكون الإجابة على هذه الأسئلة الثلاثة هي نعم، ويغلق باب المناقشة إذا كانت الإجابة على أي من هذه الأسئلة الثلاثة هي لا، وهذا هو ما أقره نموذج اتخاذ قرار التنفيذ/صرف النظر (أياندي بروسبر، 2011 (Ayande A.B Prosper)).

## تخصصات الإدارة
| - إدارة البنوك - إدارة العلاقات العامة - إدارة إسلامية - إدارة الجودة - إدارة الاتصال - إدارة الابتكار - إدارة الأزمات - إدارة التغيير - إدارة الأنظمة - إدارة التسويق - إدارة التفاعل البشري - إدارة التكاليف - إدارة التكامل | - إدارة التوتر - إدارة التوقعات - إدارة العمليات - إدارة القيمة المكتسبة - إدارة المحددات - إدارة المخاطر - إدارة الريادة - إدارة المشاريع - إدارة الموارد البشرية - إدارة الفنادق | - إدارة المعرفة - إدارة المنتجات - إدارة المنشآت - إدارة المهارات - إدارة المواهب - إدارة الوقت - إدارة سلسلة الإمداد - إدارة علاقات الزبائن - الإدارة الصغرى - إدارة نظم المعلومات - إدارة مستشفيات - إدارة المنشآت البترولية - إدارة المؤتمرات |